# یواس‌اس ویجیلانس (ای‌ام-۳۲۴)
یواس‌اس ویجیلانس (ای‌ام-۳۲۴) (به انگلیسی: USS Vigilance (AM-324)) یک کشتی بود که طول آن ۲۲۱ فوت ۳ اینچ (۶۷٫۴۴ متر) بود. این کشتی در سال ۱۹۴۳ ساخته شد.